# Eugeniusz Pieniążek
Eugeniusz Pieniążek (ur. 1 stycznia 1934 w Lidzie, zm. 7 lutego 2020 ) – polski pilot, konstruktor jednoosobowego samolotu Kukułka.

## Życiorys

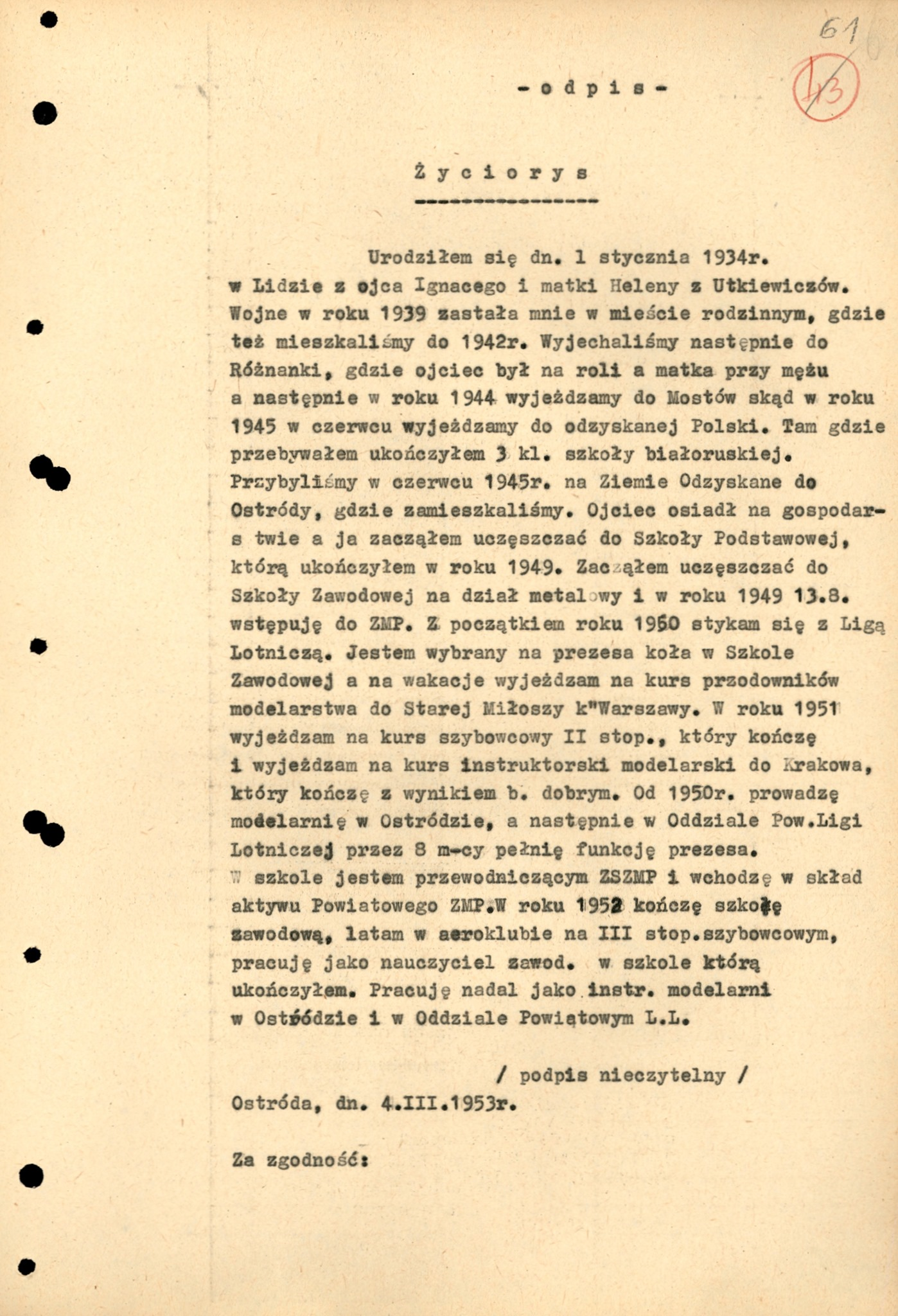
Życiorys Eugeniusza Pieniążka. Dokument z zasobu Oddziałowego Archiwum IPN w Poznaniu, sygn. IPN Po 04/3256

Rodzice Eugeniusza Pieniążka w roku 1946 przyjechali z Lidy do Ostródy i zamieszkali na ulicy Małkowskiego (obecna ulica Mrongowiusza). Eugeniusz podjął naukę w piątej klasie Szkoły Podstawowej Nr 1, potem przeniósł się do „Dwójki” przy ulicy Olsztyńskiej. Po jej ukończeniu kontynuował edukację w Publicznej Średniej Szkole Zawodowej (obecnie Zespół Szkół Zawodowych im. Stanisława Staszica) w klasie „metalowej”. W monografii wydanej z okazji jubileuszu 50-lecia szkoły, jego nazwisko figuruje w spisie absolwentów rocznika 1951/1952. W 1950 roku rozpoczął szkolenie szybowcowe w Olsztynie, w 1951 r. ukończył podstawowe szkolenie w Malborku. Wstąpił do Aeroklubu Warmińsko-Mazurskiego, którego członkiem pozostał do 1957 roku. W 1955 roku odbył szkolenie w zakresie pilotażu samolotów w Lesznie. W latach 1957–1958 pracował jako instruktor szybowcowy w Aeroklubie Wojskowym w Oleśnicy. W 1959 roku rozpoczął pracę w Centrum Szybowcowym w Lesznie również jako instruktor. Sam też intensywnie latał na szybowcach, w 1961 roku spełnił wszystkie warunki i otrzymał Złotą Odznakę Szybowcową z trzema diamentami (nr 61 w Polsce). Pracował również jako pilot agrolotniczy, brał udział w nawożeniu pól i opylaniu lasów preparatami przeciw szkodnikom. W 1967 roku rozpoczął pracę w Zakładach Szybowcowych Delta-Bielsko jako oblatywacz. Podczas prezentacji polskich szybowców za granicą nawiązał liczne kontakty, część z nich kontynuował na gruncie prywatnym .

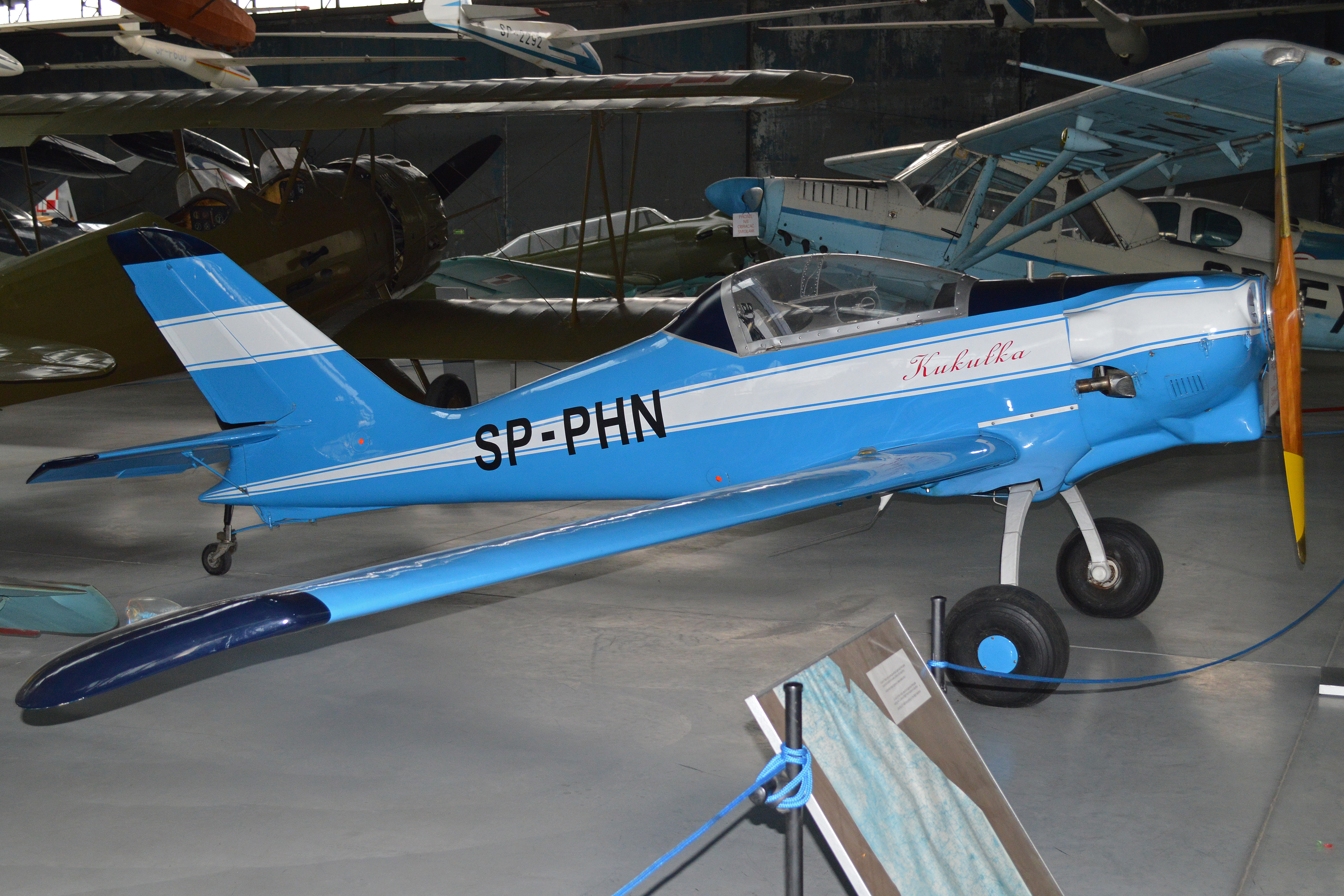
Samolot Kukułka

Spowodowało to zainteresowanie jego osobą ze strony SB i doprowadziło do odmowy przyznania paszportu. Dlatego też postanowił zbudować samolot i uciec nim z Polski. W 1968 roku od przyjaciół w Wielkiej Brytanii otrzymał plany samolotu Turbulent, które wykorzystał w swej pracy. Budowa trwała od 1969 roku, początkowo w bloku mieszkalnym w Lesznie, później została przeniesiona do hangaru aeroklubu. Elementy niemieszczące się na klatce schodowej spuszczane były na linach z okna na pierwszym piętrze. Do jego konstrukcji użyto tylnej części kadłuba i usterzenia szybowca Foka 4, przerobionych skrzydeł z szybowca Jaskółka i elementów innych samolotów. Nazwę „Kukułka” wymyśliła córka konstruktora. Latem 1971 roku samolot został oblatany i oficjalnie zarejestrowany jako konstrukcja amatorska.
13 września 1971 roku Pieniążek nielegalnie opuścił terytorium Polski. Wystartował z Krosna i podczas niekorzystnych warunków pogodowych leciał na bardzo niskiej wysokości chcąc uniknąć wykrycia przez obronę powietrzną. Przez Słowację i Węgry dotarł do Suboticy w Jugosławii. Posługiwał się mapą samochodową lecąc wzdłuż dróg i rzek, a pozycję samolotu ustalając po napisach na stacjach kolejowych. W wyniku długiej podróży, jego prawa noga doznała częściowego paraliżu. Po wylądowaniu trafił do jugosłowiańskiego aresztu, ale po 7 miesiącach postanowiono dać mu jednodniową przepustkę pod warunkiem, że już nie wróci. Przez Austrię przedostał się do Szwecji, gdzie później przetransportował także swój samolot. W 1973 roku sprowadził do Szwecji swoją rodzinę. Na początku lat 90. XX wieku powrócił do Polski i zamieszkał w okolicach Krosna. Założył polski oddział Experimental Aviation Association i zajął się budową samolotów Bücker Bü 131 Jungmann. Zainicjował budowę repliki samolotu RWD-5 .
W 1992 roku zarejestrował swój samolot w Szwecji ze znakami SE-XKK. Od 1993 roku był członkiem Rady Programowej „Przeglądu Lotniczego Aviation Revue” . W 1997 roku jego samolot znalazł się znowu w Polsce pod numerem SP-FKU. 13 września 2005 roku konstruktor przekazał go do Muzeum Lotnictwa Polskiego w Krakowie.
W 2005 roku poświęcono mu 7. odcinek serialu Wielkie ucieczki w TVN.